# Arbigny-sous-Varennes
Arbigny-sous-Varennes é uma comuna francesa na região administrativa de Grande Leste, no departamento de Haute-Marne. Estende-se por uma área de 9,84 km². Em 2010 a comuna tinha 87 habitantes (densidade: 8,8 hab./km²).